# نور+سازه

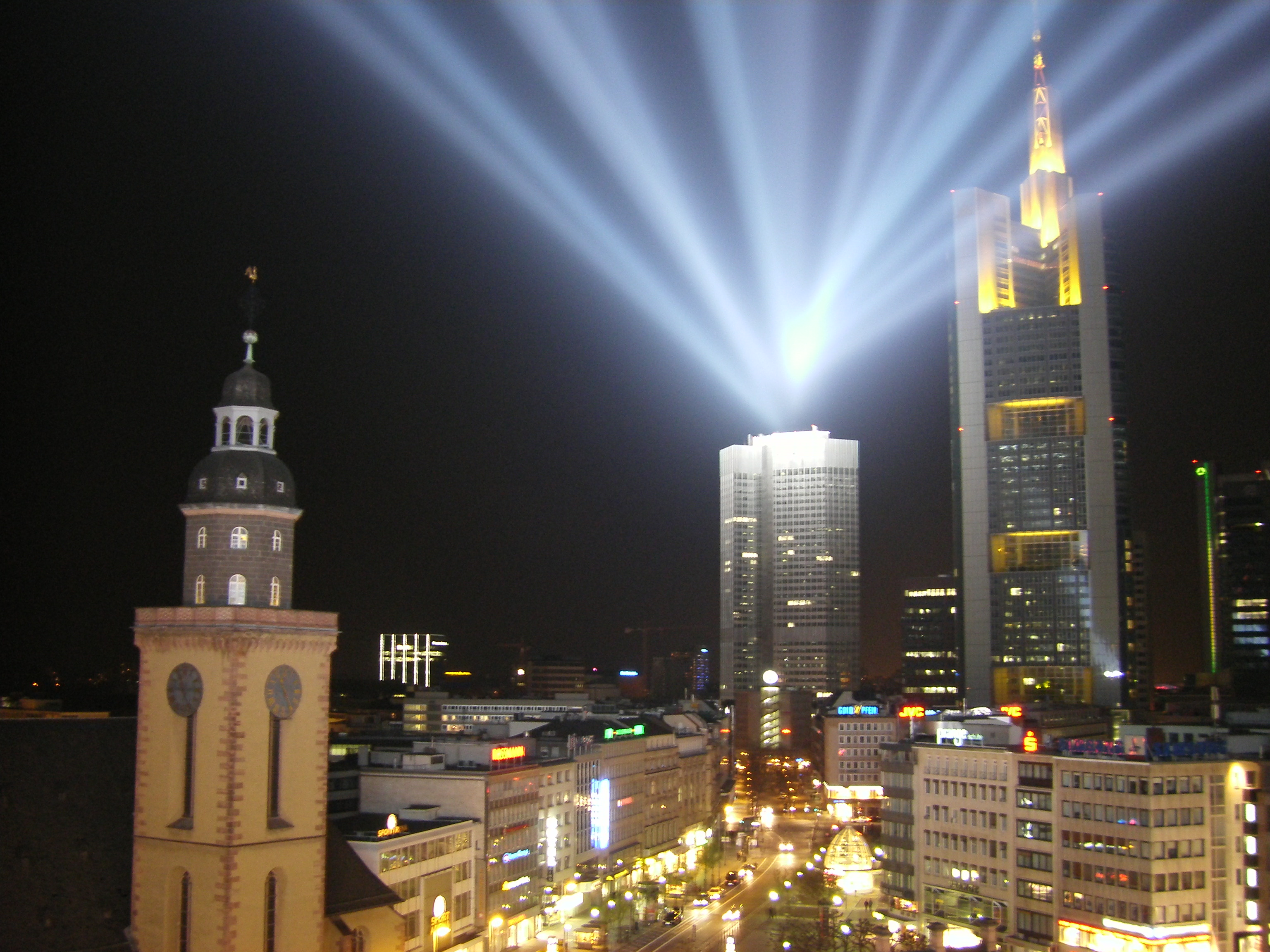
نور+سازه در فرانکفورت

نور+ ساختمان نوعی از معماری با قدمت ۲ سال و فناوری تجاری است. به‌طور عمده در زمینه‌های روشنایی، مهندسی برق، اتوماسیون ساختمان و نرم‌افزاری مهندسی که در فرانکفورت در آلمان برگزار شد، متمرکز است.
این معماری با طراحی نور لومینال و جشنوارهٔ هنر که درون و بیرون شهر برگزار و اجرا شد، آمیخته شده‌است.
نور+ ساختمان بزرگترین نمایشگاه تجاری–بازرگانی جهان در صنعت خود محسوب می‌شود. در سال ۲۰۱۴، ۲۴۵۸ نفر غرفه دار و ارائه دهنده و ۲۱۱۵۰۰ نفر بازدیدکننده داشت که نیمی از آن‌ها از خارج از کشور آمده بودند. بیشترین بازدیدکننده‌ها بعد از آلمان از ایتالیا، هلند، فرانسه، چین، استرالیا و همچنین از بازارهای در حال گسترش روسیه، آفریقای جنوبی، مکزیک، ترکیه و اندونزی بودند.